# Wołodarowka (obwód lipiecki)
Wołodarowka (ros. Володаровка) – wieś (ros. деревня, trb. dieriewnia) w zachodniej Rosji, w sielsowiecie ożogińskim rejonu wołowskiego w obwodzie lipieckim.

## Geografia
Miejscowość położona nad rzeką Ołym, 1,5 km od centrum administracyjnego sielsowietu ożogińskiego (Iwanowka), 14,5 km od centrum administracyjnego rejonu (Wołowo), 120 km od stolicy obwodu (Lipieck).
W granicach miejscowości znajduje się ulica Zariecznaja (30 posesji).

## Demografia
W 2012 r. miejscowość zamieszkiwały 33 osoby.